# أيمي ألين
أيمي ألين (بالإنجليزية: Aimee Allen) هي مغنية مؤلفة أمريكية، ولدت في 2 فبراير 1979 في ميسولا في الولايات المتحدة.

## وصلات خارجية
- أيمي ألين على موقع IMDb (الإنجليزية)
- أيمي ألين على موقع ألو سيني (الفرنسية)
- أيمي ألين على موقع ميوزك برينز (الإنجليزية)
- أيمي ألين على موقع أول ميوزيك (الإنجليزية)
- أيمي ألين على موقع ديسكوغز (الإنجليزية)
- أيمي ألين على موقع قاعدة بيانات الفيلم (الإنجليزية)
- أيمي ألين على موقع كينوبويسك (الروسية)